# Neoplatonisme
Met neoplatonisme wordt verwezen naar de periode van platonisme die volgde op de nieuwe impuls die de filosofische speculaties van Plotinus (204-269) eraan hadden gegeven. De neoplatonisten beschouwden zichzelf als platonisten. Het neoplatonisme volgde op het middenplatonisme en wordt als aparte stroming of school beschouwd, wegens zijn unieke interpretaties van Plato's werk, een grotere nadruk op metafysica (en esoterie), en de integratie van peripatetisch, stoïsch, pythagoreïsch en oosters materiaal, bijvoorbeeld van astrologische en theürgische aard. Het neoplatonisme deelt noties met gnosticisme, hermetisme en het vroege christendom van kerkvaders als Clemens van Alexandrië.

## Minimum- en maximuminterpretatie van de term
De periode van het neoplatonisme loopt minstens door tot aan het sluiten van de Platoonse school in Athene door de Byzantijnse keizer Justinianus I in 529. Maximaal omvat ze echter het tijdperk van Byzantium, met geleerden als Michael Psellus (1018-1078) en Gemistus Pletho (1360-1452), maar tevens de renaissance (met Marsilio Ficino, Giovanni Pico della Mirandola en de Florentijnse academie) en de vroegmoderne periode (de 17e-eeuwse 'Cambridge platonists' en de 18e/19e-eeuwse Britse neoplatonist Thomas Taylor), tot aan de komst van de 'wetenschappelijke' studie van de werken van Plato door Friedrich Schleiermacher (1768-1834) aan het begin van de 19e eeuw.
De term werd vanouds ook gebruikt om er binnen de oude academie van Plato de hele periode mee aan te duiden volgend op Plato's leiderschap, dus vanaf Plato's onmiddellijke opvolgers Speusippos en Xenocrates, doorheen de periode van het middenplatonisme (ca. 80 v.Chr.- 220) tot aan Plotinus. Deze opvatting is dus gelijk aan de 'minimum' interpretatie'.
Neoplatonisme kan verder ingedeeld worden in drie periodes:
1. de periode van Plotinus en zijn onmiddellijke opvolgers (3e eeuw),
2. de periode van de "Syrische school" van Iamblichus en zijn volgelingen (4e eeuw),
3. de periode van de "Atheense school" begonnen door Plutarchus van Athene. Tot deze school behoren Syrianus, Proclus en hun opvolgers tot aan Damascius (5e en 6e eeuw), de laatste scholarch van de School van Athene.

## Overzicht
Het neoplatonisme is een beweging die een grote, maar diffuse invloed heeft uitgeoefend.
De term neoplatonisme is in zwang geraakt in de 19e eeuw, en is betrekkelijk arbitrair. Er bestaat ook een midden-platonisme waarvoor hetzelfde geldt, een term die gebruikt wordt voor de filosofische activiteit van 130 v.Chr. tot aan het neoplatonisme. Men kan deze twee perioden ook als één geheel beschouwen, waarbinnen het werk van Plotinus dan het onbetwiste hoogtepunt is. Zijn filosofie is namelijk een levend geheel, gebaseerd op authentieke ervaring en intellectuele oorspronkelijkheid. De filosofen na hem hielden zich vooral bezig met het dichtstoppen van gaten en het vastspijkeren van begrippen uit Plotinus' metafysica. Er is een duidelijke ontwikkeling te zien van Plotinus' levende filosofie naar de scholastische aanpak van de lateren, waarvan Proclus' Elementatio Theologica het culminatiepunt vormt.
Toch is het goed al deze activiteit te onderscheiden van die van Plato zelf. Weliswaar zagen deze filosofen zichzelf als uitleggers van Plato's werk, hun werk ademt toch een heel andere geest, en voor ons zijn er wezenlijke verschillen:
- Slechts een deel van Plato's werk heeft hun interesse[2]: het politieke aspect van zijn werk, en ook zijn vroege, 'aporetische',[3] dialogen worden niet bestudeerd.
- De stijl, en dus de manier van filosoferen, verschilt hemelsbreed. We zien bij hen niets terug van Plato's ironie, zijn humor, of zijn tastende manier om met de voorgestelde oplossingen tegelijk ook tegenargumenten op te werpen.

Daarnaast ontleenden de neoplatonisten ideeën aan andere filosofieën, bijvoorbeeld aan de Stoa het idee van de onderlinge verbondenheid van alle delen van het universum (sympatheia), en ook aan Aristoteles hebben ze veel begrippen ontleend.
De verschillen met Plato zijn zo groot, dat men vroeger deze filosofie als voor een groot deel oosters geïnspireerd zag. Een keerpunt in deze was het artikel van E.R. Dodds uit 1928, waarin hij aantoonde dat veel elementen uit deze filosofie wel degelijk terug te voeren zijn op de eerdere Griekse filosofie, vooral op Plato's werk, met name diens Parmenides en Timaeus, en dat men dus oosterse invloed niet nodig heeft als bron om het neoplatonisme te 'verklaren'.
Desalniettemin zijn er wel 'externe' elementen aan te wijzen in het Neoplatonisme, met name religieuze (sinds Iamblichus de theurgie), en 'religieuze' teksten als de Chaldeïsche orakelen en de Orphische gedichten kregen in het latere neoplatonisme de status van 'heilige boeken'. Men kwam tegemoet aan een behoefte tot verlossing, één die niet zo'n sterk rationele basis had als bij Plotinus, maar die ook binnen bereik van niet-filosofen lag.

## Neoplatonisten

### Plotinus
De grootste vertegenwoordiger van het neoplatonisme was Plotinus (204-270).
Hij is geboren in Egypte, en is in Alexandrië van 232-243 in de leer geweest bij Ammonius Saccas. Het jaar daarop vertrok hij met een expeditie van Keizer Gordianus naar het oosten, een expeditie die jammerlijk mislukte, maar die Plotinus wel overleefde. Hij vertrok naar Rome, en begon daar zelfstandig onderwijs te geven. Dit deed hij met opmerkelijk groot succes, gezien het hoge niveau van abstractie van zijn filosofie: hij schijnt veel toehoorders gehad te hebben, ook uit hoge kringen. Hij stichtte de school in 244. Er wordt algemeen aangenomen dat het neoplatonisme begon met deze school.
Zijn werk is geordend en uitgegeven door zijn leerling Porphyrius onder de titel: Enneaden.
Uit het werk van Plato nam Plotinus het dualisme over tussen een bovennatuurlijke wereld en een daaraan minderwaardige zichtbare wereld. Hij meent in Plato's werk te kunnen lezen dat er drie lagen van realiteit te onderkennen zijn, de zogeheten hypostasen:
- Het Ene: oorzaak van al het bestaande. Plotinus baseerde zich hiervoor op het Idee van het Goede uit Plato's Staat,[6] en op de eerste hypothese uit de Parmenides.[7] Het Ene kan niet beschreven worden, we kunnen eigenlijk alleen zeggen wat het niet is, maar de aanduiding het Ene is nog het minst ongepast.[8] Potentieel 'is' het Ene al wat er uit voortkomt. Dit voortkomen (men gebruikt traditioneel de term emanatie) moet echter niet in temporele zin worden opgevat. Het Ene wordt gezien als het beste, want veelvuldigheid is slechts een fragmenteren van de oorspronkelijke kracht samengebald in het Ene.
- Intellect/Geest (beide vertalingen worden gebruikt om het Griekse woord Nous weer te geven). Dit is de tweede laag, die correspondeert met het niveau waarop in Plato's wereldvisie de Ideeën zich bevinden. Dit niveau is al minder 'simpel' dan het Ene, omdat het Intellect zichzelf denkt,[9] en er dus een dualiteit van denker en gedachte is.
- (Wereld)ziel. Deze derde laag neemt, als bij Plato, een tussenpositie in tussen het 'hogere' en het 'lagere', de zichtbare wereld om ons heen. Op het niveau van Ziel denken wij discursief, van stap naar stap en van onderwerp naar onderwerp, en met onderbrekingen, dus moeizaam in vergelijking met de moeiteloze, continue intuïtie van het Intellect. Wij zijn hier onderworpen aan het fenomeen 'tijd', dat een zwakke afbeelding is van het fenomeen 'eeuwigheid'. Verder is het de Ziel die de zintuiglijk waarneembare materie voortbrengt, het laagste niveau, dat toch niet puur slecht is (zoals bijvoorbeeld in het Manicheïsme), omdat materie uiteindelijk toch afkomstig is uit het Ene. Het is het laagste niveau, omdat het zintuiglijk waarneembare weer gefragmenteerder is, omdat dit niveau ook onderworpen is aan ruimtelijke extensie.

Onze ziel kan kiezen of zij zich wil hechten aan die materie, of dat ze tracht op te stijgen naar het hogere. Dit laatste kan uitmonden in een tijdelijke, mystieke, eenwording met het Ene. Dit is iets wat volgens Plotinus alleen bereikt kan worden na een langdurig en serieus beoefenen van de filosofie, waarbij onze ziel als eerste het stadium van het Intellect bereikt, en daarna de Eenwording kan ervaren. Deze innerlijke ervaring van het 'opstijgen' naar het Ene, die Plotinus zelf enkele keren heeft ervaren, is het mystieke aspect van het neoplatonisme. Het is het allerhoogste wat een mens kan bereiken, en zou het eigenlijke doel van al zijn streven moeten zijn. Vanuit dit perspectief van de innerlijke ervaring zijn de verschillende hypostasen eerder manieren waarop wij de 'werkelijkheid' ervaren, dan vaststaande lagen binnen een (externe) realiteit.

### Porphyrius
Geboren in Tyrus in ±234 na Chr., is Porphyrius in 263 naar Rome vertrokken om Plotinus te horen, nadat hij eerder nog leerling van Longinus was geweest in Athene.
Porphyrius was zeer erudiet, en las bijvoorbeeld ook Hebreeuws. Bewaard van hem zijn een leven van Plotinus, een leven van Pythagoras, een geschrift om het vegetarisme aan te bevelen (De Abstinentia), maar het werk dat hem roem bezorgde was zijn inleiding tot Aristoteles' logica (de Eisagogè). Dit werkje is namelijk in de Latijnse vertaling van Boëthius zeer veel gelezen in de middeleeuwen en stond aan de bron van de eeuwen durende discussie over het realisme versus nominalisme. Verder heeft hij ook een soort samenvatting van de neoplatoonse leer geschreven (Gr. Aphormai pros ta noèta, iets als Vertrekpunten op de weg naar de niet-zinnelijke wereld), waarvan delen over zijn. In 448 is werk van hem, getiteld Tegen de Christenen, verbrand; kennelijk achtte men dit boek te gevaarlijk. Hij had verder interesse voor religies en mythen, waarbij hij bv. Homerus allegorisch interpreteerde, zodat deze ook kon doorgaan voor een filosoof.
Het meeste dank zijn wij hem evenwel verschuldigd voor het feit dat hij tegen het einde van zijn leven Plotinus' werk heeft uitgegeven. Hij stierf rond 306.

### Iamblichus
Iamblichus, afkomstig uit Syrië, leefde van ±240 tot ±326.
Met hem begon de uitbreiding van de Plotinische metafysica. Zo stond er volgens hem boven Het Ene een In alle opzichten onzegbaar Ene. Verder verdubbelde hij de hypostasen Intellect en Ziel: er is namelijk een Intellect waarin niet wordt deelgenomen (een transcendent Intellect, dat op zichzelf staat), en een Intellect waarin wordt deelgenomen (een immanent Intellect). Zo ook met de Ziel. Dit is een uitwerking van de als problematisch ervaren voorstelling van een platonisch Idee als volledig transcendent, terwijl tegelijk de zichtbare voorwerpen om ons heen deel hebben aan zo'n Idee, dat dus ook immanent moet zijn (dat wil zeggen aanwezig in de voorwerpen).
Hij achtte voorts de theurgie (magische handelingen om de goden gunstig te stemmen) in staat om ons te verheffen, de filosofie was hiertoe niet in staat, zo zet hij uiteen in zijn De Mysteriis. Zijn bekendste werk is zijn Aansporing tot de filosofie, een werk dat deels gebaseerd is op een verloren gegaan werk van Aristoteles (de Protrepticus).
De nieuwe religie die Keizer Julianus Apostata in zijn korte regeringsperiode (361-363) heeft geprobeerd te stichten, was gebaseerd op Iamblichus' neoplatonisme.

### Proclus
Proclus (412-484) was niet alleen een zeer vruchtbaar schrijver, ook is een aanzienlijk deel van zijn werk overgeleverd. Daarmee is zijn werk de belangrijkste bron voor onze kennis van het neoplatonisme na Plotinus. Wat we alleen niet precies kunnen weten, is wat van hem zelf afkomstig is, en wat hij ontleend heeft aan zijn voorgangers.
Zijn belangrijkste werk is de Elementatio Theologica (Gr. Stoicheiōsis Theologikè, iets als: Beginselen van de theologie, waarbij de term theologie opgevat dient te worden zoals Aristoteles deze term soms gebruikt voor zijn Eerste filosofie in zijn metafysica: zaken het hoogste zijn betreffende.) In dit werk, dat geen occulte, stichtelijke of religieuze elementen bevat, zet hij het hele 'systeem' van het neoplatonisme uiteen, althans het 'goddelijke' deel. Hij doet dit op een zeer droge, wiskundige manier, het geheel opbouwend middels 211 stellingen en hun 'bewijzen'. Hiermee contrasteert dit werk niet alleen met dat van Porphyrius of Sallustius, maar ook met ander werk van Proclus zelf.
Het hele systeem dat hij ontwikkelt is weleens duizelingwekkend in zijn veelvuldigheid van onderscheidingen en onderverdelingen; in de woorden van John Dillon: It begins to resemble a hall of mirrors
Proclus' fysica, behandeld in zijn Stoicheiōsis Phusikè, (Beginselen van de natuurkunde), is inhoudelijk gebaseerd op de fysica van Aristoteles, die op dit gebied de autoriteit bleef. Belangrijk zijn verder Proclus' commentaar op Plato's Parmenides alsmede dat op het eerste boek van Euclides' Elementen.
De invloed van Proclus is enorm geweest, deels door een curieuze loop van de geschiedenis:
- Een anonieme auteur heeft over onder meer het werk van Proclus als basis gebruikt voor de uitwerking van een christelijke visie op de relatie tussen God in vier werken, onder meer een boek over de engelen. Hij deed zich hierbij voor als een zeer vroege christen, ene Dionysius Areopagita, die de apostel Paulus zou hebben gekend. Voor de personen aan wie dit werk gericht was, was zijn identiteit hoogstwaarschijnlijk zeer duidelijk, maar nadien ging deze kennis verloren. Het werk verkreeg ook een enorme status en is nog steeds zeer belangrijk. De auteur staat tegenwoordig bekend als Pseudo-Dionysius.
- Het Liber de Causis was een boek waarvan men in de middeleeuwen lange tijd aannam dat het een werk van Aristoteles was, maar dat in feite een Latijnse vertaling was van een Arabisch boek dat gebaseerd was op Proclus' Elementatio Theologica.

### Damascius
Damascius (±458 - ±538) wordt beschouwd als de laatste neoplatoonse filosoof, omdat hij hoofd van de school was te Athene, op het moment dat deze in 529 op bevel van Keizer Justinianus gesloten werd. Ook van hem is een commentaar op de Parmenides overgeleverd, alsmede een werk getiteld Problemen en oplossingen betreffende de eerste principes (vaak aangeduid als De Principiis). Hierin bestrijdt hij de opvatting dat het Ene het hoogste principe kan zijn; dit heeft immers nog een relatie met de rest van de wereld, is dus niet 'absoluut'. Er moet nog iets anders zijn: het Onzegbare.

## Invloed in latere tijden

### Vroegchristelijk en middeleeuws neoplatonisme
Neoplatonisme oefende grote invloed uit op de christelijke theologie in de late oudheid en de middeleeuwen van het Westen, voornamelijk door het werk van Augustinus van Hippo, die werd beïnvloed door de vroege neoplatonisten Plotinus en Porphyrius, en de werken van de christelijke schrijver Pseudo-Dionysius, die werd beïnvloed door latere neoplatonisten, zoals Proclus en Damascius.

### Renaissance
Neoplatonisme in de renaissance combineerde de ideeën van het christendom met de geschriften van Plato. In deze periode was er aan de universiteiten van heel Europa een heropleving van het neoplatonisme. Deze heropleving begon rond 1480 in Florence met Ficino (1433-1499) en diens student Pico della Mirandola (1463-1494) en verspreidde zich rond 1520 via mensen als Paracelsus en Cornelius Agrippa naar Noord-Europa.

### Platonisten van Cambridge
In het zeventiende-eeuwse Engeland was het neoplatonisme van fundamenteel belang voor de school van de Cambridge platonisten, met onder meer Henry More, Ralph Cudworth, Benjamin Whichcote en John Smith, allen afgestudeerden van de Universiteit van Cambridge.
- Bibliothèque nationale de France: cb11945147t (data)
- Gemeinsame Normdatei: 4041862-5
- Library of Congress Control Number: sh85090807
- Nationale Bibliotheek van Tsjechië: ph123345
- Nationale Bibliotheek van Israël: 987007565536105171